# Daria Dimitrievna Davidova
Daria Davidova, née le 24 juin 1990 à Moscou est une chanteuse d'opéra soprano russe. En 2014, elle fait ses débuts au Théâtre Bolchoï de Russie, alors qu'elle étudi en cinquième année au Conservatoire d'État Tchaïkovski de Moscou. De 2015 à 2017, elle est soliste au théâtre académique musical de Moscou Stanislavski et Nemirovitch-Dantchenko. Depuis 2018, elle est soliste de la télévision et de la radio publiques russes (VGTRK).  
Elle s'est produite en Russie, en Allemagne, au Japon, en France, en Autriche, en Pologne, au Danemark, en Finlande, en République tchèque, en Italie, au Portugal, aux États-Unis, au Liban, en Slovénie et en Tanzanie.

## Biographie
Dès les premières années au conservatoire de Moscou, elle se produit sur les plus grandes scènes musicales de Russie: le Théâtre Maly, le Bolchoï, la salle Rachmaninov du conservatoire de Moscou, la Maison internationale de la musique de Moscou, salle des colonnes de la Chambre des syndicats. Elle est diplômée de l'école de musique F. Chopin (classe de piano), du Collège de musique du Conservatoire de Moscou Tchaïkovski (classe de Valentina Сhtcherbinina). En 2012, Daria Davidova obtient son diplôme de l'Université linguistique d'État de Moscou Maurice Thorez (en anglais, français et italien). En 2015, elle termine avec les honneurs le Conservatoire d'État de Moscou. P. I. Tchaikovski (classe de Makvala Kasrachvili, artiste du peuple de l'URSS). De 2015 à 2017, elles est soliste au théâtre Stanislavski et Nemirovitch-Dantchenko. 
Elle est soliste de la Philharmonie de Moscou, Perm, Vyatka et "Ugra - Classic" de Khanty-Mansiïsk. 
En 2013, dans la Grande Salle du Conservatoire, elle interprète l'opéra de Benjamin Britten La mort à Venise, dirigée par Guennadi Rojdestvenski, avec la participation de Ian Bostridge, Iestyn Davies et Peter Coleman-Wright. 
En 2014, elle joue le rôle d'Ariel dans l'opéra d'Alexandre Aliabiev issu de La tempête de William Shakespeare (première mondiale) lors des soirées de décembre au Musée des beaux-arts Pouchkine et au Palais de Tsaritsyno. La performance a reçu le prix de la mairie de la ville de Moscou. 
En 2015, Daria a chanté pour sa majesté le Prince Henrik du Danemark lors de la Régate royale de Cannes (France). 
Au théâtre du Bolchoï en Russie, Daria travaille avec le chef d'orchestre Evelino Pidò et le metteur en scène Robert Carsen dans l'opéra Rigoletto de Verdi. La production rencontre un grand succès. Daria interprète ensuite la partie de soprano dans le Requiem de W. A. Mozart avec l'Orchestre de chambre de la Chapelle instrumentale. 
En avril 2018, Daria se produit au Musikverein de Vienne, en Autriche. En août 2019, Daria Davidova a participé au deuxième festival d'art russe à Deauville (France) au côté des danseurs de ballet du Bolchoï, sous la direction de Sergey Filin. En octobre, elle fait une tournée de 10 concerts en Chine dans le cadre du Daria Opera Band. La tournée est organisée dans le cadre du 70e anniversaire de la république populaire de Chine. 
En janvier 2020, elle sort un nouveau CD de musique classiques et traditionnels dans le cadre de sa collaboration avec la télévision et de la radio publiques russes (VGTRK). Certaines des compositions ont fait l'objet de clips. En octobre, à l'occasion de la cérémonie rendant hommage aux soldats français tombés au combat durant la guerre de Crimée, Daria Davidova interprète les hymnes français et russes. Le Figaro la qualifie de « la plus française des chanteuses russes ».
En avril 2021, Daria Davidova donne un concert solo dans la grande salle Zaryadye de Moscou. 
En août 2021, elle met en scène et joue le rôle principal dans l'opéra L'Ours de William Walton sous la direction du chef d'orchestre Jan Latham-Koenig.